# Adam Pliszewski
Adam Pliszewski (ur. 21 maja 1916 we Lwowie, zm. 9 maja 1985) – lekarz, działacz społeczny, propagator idei czerwonokrzyskiej, inicjator założenia Państwowego Domu Rencisty w Żywcu.

## Życiorys
Urodzony we Lwowie; w 1922 jego rodzina przenosi się do Krakowa. Od 1934 do 1939 studiuje medycynę na UJ. Podczas wojny pracował w szpitalu w Rzeszowie. Następnie został powołany do służby wojskowej. W 1947 przeprowadził się ponownie do Krakowa, gdzie pracował jako lekarz domowy. W 1949 uzyskał dyplom lekarza i ponownie został powołany do służby wojskowej.
W latach 50. pracował kolejno w Nowym Sączu, Międzybrodziu Bialskim (gdzie zainicjował powstanie Ośrodka Zdrowia) i Bielsku-Białej. W 1961 został kierownikiem przychodni dermatologicznej w Żywcu; stanowisko to piastował aż do emerytury.
W 1972 zawiązał Komitet Budowy Domu Spokojnej Starości „Pomoc” w Żywcu, dzięki działalności którego w kilka lat później powstał Państwowy Dom Rencisty w Żywcu. Przez wiele lat był członkiem żywieckiej Miejskiej Rady Narodowej. Sprawował funkcję prezesa Zarządu PCK w Żywcu. Był członkiem zarządu Towarzystwa Miłośników Ziemi Żywieckiej. Kolekcjonował i udostępniał na wystawach dokumenty i odznaczenia czerwonokrzyskie; był posiadaczem unikalnego w skali światowej zbioru odznak Czerwonego Krzyża, Półksiężyca, Lwa i Słońca. W 1. rocznicę śmierci jego imię nadano powstałemu z jego inicjatywy żywieckiemu domowi rencisty.

## Odznaczenia
Państwowe i resortowe
- Krzyż Kawalerski Orderu Odrodzenia Polski[1]
- Złoty Krzyż Zasługi[1]
- Medal 40-lecia PRL[1]
- Medal 30-lecia PRL[1]
- Odznaka 1000-lecia Państwa Polskiego[2]
- Odznaka Zasłużony Działacz Kultury[2]
- Odznaka za wzorową pracę w Służbie Zdrowia[2]
- Medal „za zasługi w dziedzinie ochrony zdrowia społeczeństwa”[2]

Lokalne i związkowe
- Medal Za Zasługi dla Miasta Żywca[1]
- Złota Odznaka „Zasłużony dla Ziemi Krakowskiej”[1]
- Odznaka Za Zasługi dla województwa bielskiego[1]
- Odznaki Honorowe PCK I, II i III stopnia[1]
- Srebrna odznaka OHP[2]